# 潜水指定船

潜水指定船（せんすいしていせん）は、海上保安庁に属する巡視船及び巡視艇のうち、潜水作業を行わせるために海上保安庁警備救難部長が指定し、潜水器材等を配備した船艇である。
海上保安大学校で行われる研修科潜水課程を修了した潜水士が乗り組んでおり、海難等の場合には潜水作業により救難活動等に従事するが、通常時は他の巡視船と同様に海上保安業務に従事している。
2025年5月時点で23隻が潜水指定船に指定され、5名ないしは7名の潜水士が乗船している。また、7名乗船の巡視船は救難強化巡視船に指定されている。

## 潜水指定船
- 第一管区 - 巡視船えりも（釧路海上保安部・救難強化巡視船）、巡視船えさん（小樽海上保安部）
- 第二管区 - 巡視船しもきた（八戸海上保安部・救難強化巡視船）
- 第三管区 - 巡視船いず（横浜海上保安部・救難強化巡視船）、巡視船おきつ（清水海上保安部）
- 第四管区 - 巡視船いすず（鳥羽海上保安部・救難強化巡視船）、巡視艇いせゆき（中部空港海上保安航空基地）
- 第五管区 - 巡視船とさ（高知海上保安部・救難強化巡視船）、巡視船いぶき（高松海上保安部）、巡視艇はるなみ（神戸海上保安部）
- 第六管区 - 巡視船きりしま[3]（呉海上保安部・救難強化巡視船）、巡視艇なつづき（徳山海上保安部）
- 第七管区 - 巡視船でじま（長崎海上保安部・救難強化巡視船）、巡視船むろみ（福岡海上保安部）、巡視船やまくに（大分海上保安部）
- 第八管区 - 巡視船おき（境海上保安部・救難強化巡視船）、巡視船えちぜん（敦賀海上保安部）
- 第九管区 - 巡視船やひこ（伏木海上保安部・救難強化巡視船）、巡視艇かがゆき（金沢海上保安部）
- 第十管区 - 巡視船さつま（鹿児島海上保安部・救難強化巡視船）、巡視艇いそなみ（奄美海上保安部古仁屋海上保安署）
- 第十一管区 - 巡視船くだか（那覇海上保安部・救難強化巡視船）、巡視船はりみず（宮古島海上保安部）